# Wenshu, Henan
Wenshu (kinesiska: 文殊, 文殊乡) är en socken i Kina. Den ligger i provinsen Henan, i den centrala delen av landet, omkring 330 kilometer söder om provinshuvudstaden Zhengzhou. Antalet invånare är 26 712. Befolkningen består av 12 875 kvinnor och 13 837 män. Barn under 15 år utgör 24,0 %, vuxna 15-64 år 62 %, och äldre över 65 år 12,0 %.
Genomsnittlig årsnederbörd är 1 378 millimeter. Den regnigaste månaden är juli, med i genomsnitt 253 mm nederbörd, och den torraste är december, med 18 mm nederbörd.